# Supa Mandiwanzira
Supa Collins Mandinzawira (Mutare, 18 de septiembre de 1972) es un político y periodista zimbabuense que se desempeñó como Ministro de Tecnologías de la Información, Comunicaciones y Seguridad Cibernética entre 2017 y 2018. El ministerio del que era titular se había fusionado con el de Seguridad Cibernética.
Es miembro del partido político Zanu-PF. Es el fundador de la estación de radio ZiFM estéreo. 

## Biografía
Mandiwanzira nació en el suburbio de Sakubva, de la ciudad de Mutare, en la provincia de Manicalandia. Se casó en 1998 con Ruth Mandiwanzira, con quien tiene 3 hijos.
Mandiwanzira comenzó su carrea periodística trabajando para el periódico local, The Manica Post.  Después de asistir a la carrera de periodismo en el Politécnico de Harare, y trabajó para el periódico The Herald en Harare, especializándose en asuntos financieros. Posteriormentem trabajó pata la Zimbabwe Broadcasting Corporation, durante cinco años como reportero comercial y financiero. Luego completó una Maestría en Periodismo Internacional en la City University of London. Mientras estuvo en Londres, trabajó para la BBC y para la Reuters Financial Television, antes de convertirse en corresponsal en Londres de Summit Television, un nuevo canal de noticias financieras con sede en Sudáfrica, propiedad conjunta entre el Financial Times de Londres y Times Media Ltd de Sudáfrica.
Mandiwanzira fue director ejecutivo de Africa Business Communications hasta 2002, cuando se convirtió en director ejecutivo de Mighty Movies, tras la compra de la empresa a sus accionistas originales. Luego trabajó para la SABC, la emisora estatal de Sudáfrica, como corresponsal en Sudáfrica. Mandiwanzira se unió al canal de noticias Al Jazeera English como correspondal en Zimbabue. Dejó Al Jazeera para concentrarse en sus intereses comerciales, que incluían construcción civil, minería, desarrollo inmobiliario, cines, producción de radio y televisión y periódicos. 
En las elecciones de 2013, ganó un escaño en la Asamblea Nacional, con la candidatura del ZANU-PF en el distrito de Nyanga. El mismo año, fue nombrado como Viceministro de Medios, Información y Servicios de Radiodifusión. En 2014, fue nombrado ministro de Tecnología de la Información y Comunicaciones, y, después de la reorganización ministerial en noviembre de 2017, se convirtió en ministro de Tecnologías de la Información, Comunicaciones y Seguridad Cibernética.
Apareció en el programo de televisión HARDtalk de BBC, en mayo de 2014, defendiendo las políticas del gobierno de Zimbabue.
En julio de 2018, ganó la reelección de su escaño en Nyanga Sur. En septiembre de 2018, fue reemplazado como ministro por Kazembe Kazembe .
En noviembre de 2018, fue arrestado acusado de cargos de corrupción.